# Călărețul palid
Călărețul palid (1985, în engleză Pale Rider) este un film western de groază regizat de Clint Eastwood după un scenariu de Dennis Shryack. În rolurile principale au interpretat actorii Michael Moriarty, Carrie Snodgress și Clint Eastwood.
A fost produs de studiourile Malpaso Productions[*] și a avut premiera la 26 iunie 1985, fiind distribuit de Warner Bros. Coloana sonoră a fost compusă de Lennie Niehaus[*]. 
Cheltuielile de producție s-au ridicat la 6,9 milioane $ și a avut încasări de 41,4 milioane $.

## Rezumat
Nordul Californiei, sfârșitul primei jumătăți a secolului al XIX-lea. Filmul prezintă un conflict la minele de aur din munții Sierra: locuitorii unei mici așezări, exploratori individuali, nu vor să-și părăsească pământurile la presiunea oamenilor magnatului Coy LaHood, care vrea să le preia afacerile. Prima scenă a filmului începe cu un alt raid al bandiților angajați de LaHood, ca rezultat căutătorii de aur rămân fără speranță și sunt gata să recunoască că sunt învinși și să părăsească ținutul. În timpul ultimului  raid, bandiții omoară câinele lui Megan Wheeler, o fată în vârstă de 14 ani. Când Megan își îngroapă câinele, se roagă la Dumnezeu pentru un miracol - și în acel moment un străin trece pe lângă ea pe un cal alb, purtând o sutană de preot. În scurt timp, o persoană necunoscută, care se numește „Predicatorul”, intră în conflict cu bandiții după ce-l scapă de bătaie pe Hull Barret.
LaHood mituiește șeriful local Stockburn pentru a se ocupa de străin. Stockburn este chinuit de întrebarea unde l-a mai văzut pe acest om, deoarece „Predicatorul” îi amintește de omul pe care șeriful l-a ucis odată. Megan, ca și cum ar fi răspuns la întrebarea sa, citește  din Biblie: „... și, iată, un cal palid și pe el un călăreț, care este «Moartea»”. (Citat din Apocalipsa , cap. 6, v. 7-8)
În continuare, „Predicatorul” se ocupă de toți bandiții, ucigându-l pe Stockburn, care, înainte de a muri, își amintește unde l-a mai văzut pe acest om. LaHood este ucis de unul dintre mineri. După aceea, străinul pleacă de pe munte, la fel de misterios pe cum a apărut.
Filmul are câteva teme biblice, în special din Apocalipsă, unde apariția unui călăreț pe un cal palid este urmată de iadul păcătoșilor. („și împreună cu el venea după el Locuința morților”).

## Distribuție
Au interpretat actorii:
- Clint Eastwood - the Preacher
- Michael Moriarty - Hull Barret
- Carrie Snodgress - Sarah Wheeler
- Richard Dysart - Coy LaHood
- Chris Penn - Josh LaHood
- Sydney Penny - Megan Wheeler
- John Russell - șeriful Stockburn
- Richard Kiel - Club
- Doug McGrath - Spider Conway
- Chuck Lafont - Eddie Conway
- Jeffrey Weissman - Teddy Conway
- Charles Hallahan - McGill
- Marvin J. McIntyre - Jagou
- Fran Ryan - Ma Blankenship
- Richard Hamilton - Pa Blankenship
- Terrence Evans - Jake Henderson